# Sierakówko, Zachodniopomorskie
Sierakówko [ɕeraˈkufkɔ] là một khu định cư ở khu hành chính của Gmina Sianów, thuộc huyện Koszalin, Zachodniopomorskie, ở phía tây bắc Ba Lan. Nó nằm khoảng 15 kilômét (9 mi) phía đông Sianów, 22 km (14 mi) phía đông Koszalin và 155 km (96 mi) về phía đông bắc của thủ đô khu vực Szczecin.